# Мантини, Маттео
Маттео Мантини (итал. Matteo Mantini; род. 27 августа 2007) — итальянский футболист, полузащитник клуба «Интер».

## Клубная карьера
Мантини — воспитанник клубов Падова и «Интер».

## Международная карьера
В 2024 году в составе юношеской сборной Италии Мантини принял участие в юношеском чемпионате Европы на Кипре. На турнире он сыграл в матчах против сборных Польши, Словакии, Швеции, Англии, Дании и Португалии.

## Достижения
Международные
 Италия (до 17)
- Победитель чемпионата Европы (до 17 лет) — 2024